# Red (альбом King Crimson)
Red — сьомий студійний альбом британського прогресивного рок-гурту King Crimson, який вийшов 6 жовтня 1974 року на лейблі Island Records у Великій Британії та на лейблі Atlantic Records у США. Це останній альбом King Crimson, записаний у 1970-ті роки.
Посідає 8-ме місце у списку Топ-25 кращих альбомів прогресивного року за версією Progarchives.com та 7-ме місце у списку «25 кращих класичних альбомів прогресивного року» за версією PopMatters, а також 15-те місце у списку «50 найкращих прог-рок-альбомів всіх часів» журналу Rolling Stone. Альбом був перевиданий з додаванням бонус-треків у 2000-ті роки.
Red — альбом прогресивного року з помітно важчим звуком, ніж їхні попередні альбоми; пізніше журнал Q назвав його одним із 50 «найважчих альбомів усіх часів».

## Список композицій
| Side A | Side A                   | Side A                                   | Side A     |
| #      | Назва                    | Автор                                    | Тривалість |
| ------ | ------------------------ | ---------------------------------------- | ---------- |
| 1.     | «Red»                    | Роберт Фріпп                             | 6:20       |
| 2.     | «Fallen Angel»           | Фріпп, Джон Веттон, Річард Палмер-Джеймс | 6:03       |
| 3.     | «One More Red Nightmare» | Фріпп, Веттон                            | 7:08       |

| Side B | Side B       | Side B                                       | Side B     |
| #      | Назва        | Автор                                        | Тривалість |
| ------ | ------------ | -------------------------------------------- | ---------- |
| 4.     | «Providence» | Девід Кросс, Фріпп, Веттон, Біл Бруфорд      | 8:08       |
| 5.     | «Starless»   | Кросс, Фріпп, Веттон, Бруфорд, Палмер-Джеймс | 12:18      |

| Bonus Tracks from: Full Expanded & Remastered Original Album Mix | Bonus Tracks from: Full Expanded & Remastered Original Album Mix | Bonus Tracks from: Full Expanded & Remastered Original Album Mix | Bonus Tracks from: Full Expanded & Remastered Original Album Mix |
| #                                                                | Назва                                                            | Автор                                                            | Тривалість                                                       |
| ---------------------------------------------------------------- | ---------------------------------------------------------------- | ---------------------------------------------------------------- | ---------------------------------------------------------------- |
| 1.                                                               | «Improv: A Voyage to the Centre of the Cosmos»                   | Кросс, Фріпп, Веттон, Бруфорд                                    | 14:58                                                            |
| 2.                                                               | «Improv: Providence»                                             | Кросс, Фріпп, Веттон, Бруфорд                                    | 10:01                                                            |
| 3.                                                               | «Starless (Live in Central Park)»                                | Кросс, Фріпп, Веттон, Бруфорд, Палмер-Джеймс                     | 12:03                                                            |

## Учасники запису
- Роберт Фріпп — гітара, вокал, клавішні
- Білл Бруфорд — ударні
- Річард Палмер-Джеймс[en] — слова пісень
- Девід Кросс — скрипка, клавіші
- Джон Веттон — вокал, бас
- Іен Макдональд[en] — альт-саксофон
- Мел Коллінз — тенор-саксофон

## Чарти
| Чарт (1974)                           | Найвища позиція |
| ------------------------------------- | --------------- |
| Australian Albums (Kent Music Report) | 94              |
| Велика Британія UK Albums (OCC)       | 45              |
| США Billboard 200                     | 66              |